# 警察 (1973年電影)
《警察》，為1973年香港邵氏公司出品，張徹、蔡扬名執導，由王锺、李丽丽主演香港電影。影片主要讲述一个人为了给朋友报仇，于是成为了警察，但是在寻找凶手的时候居然遇到了其他的意外。

## 劇情簡介
沈有一个朋友，但是这个朋友在一次意外中，被几个人杀死，可是或许是因为侦探技术有限，所以没能找到凶手，于是沈为了找到凶手，并让凶手伏法，于是成为了警察。
但是当他真的成为了警察后，却不断地劝说自己，因为自己是警察，不能杀死凶手。并且当他找到凶手后，却不知为何的不想将杀死自己的伙伴的凶手处决，并且他还在凶手的口中得知了一个犯罪团伙。
而后，朋友的恋人得知后，自然是很愤怒，不过她也没有杀死凶手，但是她最后却被一个犯罪团伙灭口，而杀死他朋友的凶手也被灭口。
随后，沈为了将这个制造假钞的犯罪团伙剿灭，于是和一些人找上了犯罪组织。
虽说最后犯罪组织被剿灭，但是他却失去了很多的战友……

## 演员表
- 王锺 饰 黃國棟
- 李丽丽 饰 沈燕
- 傅声 饰 梁觀
- 王光裕 饰 杀害沈的朋友的人
- 王侠
- 葛荻華 飾 蘇玲
- 佟林 飾 黃國棟之上司
- 余袁稳
- 陈绍佳
- 伍元勳 飾 阮祥/裁判官
- 刘俊辉
- 罗强
- 江全
- 黄梅
- 陈强
- 徐松鹤
- 张志平
- 卢迪
- 李寿祺
- 任世官
- 徐虾
- 朱由高
- 戚毅雄[1]

## 其他製作人員
- 助導：何志强
- 道具：何介夫
- 化妝：吴旭晴
- 服裝：李驰
- 錄音：王永華[2]

## 備註
1. ↑  .   [2021-11-07]. （原始内容存档于2021-11-07）.
2. ↑  .   [2021-11-07]. （原始内容存档于2022-06-14）.

## 外部連結
- 香港影庫上《警察》的資料（繁體中文）
- 豆瓣链接 （页面存档备份，存于）
- 互联网电影数据库（IMDb）上《警察》的资料（英文）